# سامسوک-کویوک
سامسوک-کویوک (انگلیسی: Samsok-kuyok) بخشی در کشور کره شمالی است که در پیونگ‌یانگ واقع شده است.سامسوک-گو (三石區域) یکی از ۱۹ منطقه پیونگ یانگ، کره شمالی است. در این منطقه آثاری از دوره گوگوریو وجود دارد، مانند محوطه نامگیونگ که شامل مقبره‌ها و مکان‌های مسکونی از عصر نوسنگی و برنز است، مقبره هایی مانند مقبره فرستاده هونام-ری و مقبره شماره ۱ نائری. در سال ۲۰۰۸، جمعیت این منطقه ۶۲۷۹۰ نفر بود. 